# TOHOSHINKI LIVE TOUR 2014 ~TREE~
《TOHOSHINKI LIVE TOUR 2014 ~TREE~》는 그룹 동방신기의 아레나 위주로 치러진 7번째 일본 전국 콘서트 투어이다.

## 개요
2013년 11월 23일, 동방신기는 사이타마 슈퍼 아레나에서 8회에 걸쳐 개최된 〈東方神起 Bigeast FANCLUB EVENT 2013 THE MISSION II〉 팬미팅 현장에서 이듬해 4월부터 일본 전국 투어를 진행하며, 5월 20, 21, 23일에는 도쿄 돔 라이브를 3일에 걸쳐 진행한다고 밝혔고, 뒤이어 24일, 동방신기 일본 공식 사이트는 일본 11개 도시, 26회로 확정된 일본 투어 일정을 공개하였다. 그간의 일본 투어와 마찬가지로 현지 팬들의 호응이 좋아, 도쿄 돔 1회, 쿄세라 돔 오사카 2회로 3회 분량의 공연 일정이 추가되었다. 이로써 동방신기는 해외 아티스트 중 최초로 3년 연속으로, 한국 아티스트 중 최초로 4회에 걸쳐 도쿄 돔 무대에 오르는 위업을 달성했으며, 더 나아가 최근 세 차례에 걸친 일본 전국 투어로 역시 해외 아티스트 중 최단 기간에 200만 관객을 동원하는 기염을 토했다.

## 투어 일정
| 일정            | 도시     | 장소                                   | 관객 동원      |
| --------------- | -------- | -------------------------------------- | -------------- |
| 2014년 4월 22일 | 횡빈     | 요코하마 아레나                        | 통산 51,000명  |
| 2014년 4월 23일 | 횡빈     | 요코하마 아레나                        | 통산 51,000명  |
| 2014년 4월 24일 | 횡빈     | 요코하마 아레나                        | 통산 51,000명  |
| 2014년 4월 28일 | 나고야시 | 니혼 가이시 홀                         | 통산 30,000명  |
| 2014년 4월 29일 | 나고야시 | 니혼 가이시 홀                         | 통산 30,000명  |
| 2014년 4월 30일 | 나고야시 | 니혼 가이시 홀                         | 통산 30,000명  |
| 2014년 5월 3일  | 미야기   | 세키스이 하임 슈퍼 아레나              | 통산 14,000명  |
| 2014년 5월 4일  | 미야기   | 세키스이 하임 슈퍼 아레나              | 통산 14,000명  |
| 2014년 5월 7일  | 찰황     | 마코마나이 세키스이 하임 아이스 아레나 | 통산 20,050명  |
| 2014년 5월 8일  | 찰황     | 마코마나이 세키스이 하임 아이스 아레나 | 통산 20,050명  |
| 2014년 5월 11일 | 니가타   | 토키 멧세 니가타 컨벤션 센터           | 통산 20,000명  |
| 2014년 5월 12일 | 니가타   | 토키 멧세 니가타 컨벤션 센터           | 통산 20,000명  |
| 2014년 5월 16일 | 후쿠이   | 후쿠이 선 돔                           | 통산 20,000명  |
| 2014년 5월 17일 | 후쿠이   | 후쿠이 선 돔                           | 통산 20,000명  |
| 2014년 5월 20일 | 동경     | 도쿄 돔                                | 통산 220,000명 |
| 2014년 5월 21일 | 동경     | 도쿄 돔                                | 통산 220,000명 |
| 2014년 5월 23일 | 동경     | 도쿄 돔                                | 통산 220,000명 |
| 2014년 5월 24일 | 동경     | 도쿄 돔                                | 통산 220,000명 |
| 2014년 5월 27일 | 대판     | 오사카 성 홀                           | 통산 26,910명  |
| 2014년 5월 28일 | 대판     | 오사카 성 홀                           | 통산 26,910명  |
| 2014년 6월 4일  | 복강     | 마린 멧세 후쿠오카                     | 통산 45,000명  |
| 2014년 6월 5일  | 복강     | 마린 멧세 후쿠오카                     | 통산 45,000명  |
| 2014년 6월 6일  | 복강     | 마린 멧세 후쿠오카                     | 통산 45,000명  |
| 2014년 6월 11일 | 광도     | 그린 아레나                            | 통산 20,000명  |
| 2014년 6월 12일 | 광도     | 그린 아레나                            | 통산 20,000명  |
| 2014년 6월 18일 | 대판     | 쿄세라 돔 오사카                       | 통산 180,000명 |
| 2014년 6월 19일 | 대판     | 쿄세라 돔 오사카                       | 통산 180,000명 |
| 2014년 6월 21일 | 대판     | 쿄세라 돔 오사카                       | 통산 180,000명 |
| 2014년 6월 22일 | 대판     | 쿄세라 돔 오사카                       | 통산 180,000명 |

## 세트 리스트
- Opening VCR -
- Champion
- SCREAM
- Disvelocity

- Ment -
- Cheering
- 愛をもっと (사랑을 더)

- VCR #2 -
- Breeding Poison
- 信じるまま (믿는 대로)
- B.U.T (BE-AU-TY)

- VCR #3 -
- I Love You
- With All My Heart ~君が踊る、夏~ (네가 춤추는 여름)
- Wedding Dress

- Dancer Introduction- 
- Hide & Seek
- Crazy Crazy Crazy
- Good Days

- Ment -
- Over (최강창민 Solo)
- Shout Out (유노윤호 Solo)

- Band Introduction -
- SURI SURI (Spellbound)
- Something

- VCR #4 -
- Why? (Keep Your Head Down)
- Easy Mind
- ウィーアー！ (We Are!)돔 투어 한정
- Humanoids

- VCR #5 -
- TREE OF LIFE

- Encore -
- miss you

- Ment -
- Sweat
- OCEAN
- Somebody To Love
- Good-bye for Now

- Ending -

## 특이사항 및 에피소드
- 유노윤호가 투어를 3주가량 앞두었던 3월 11일, 개인 연습 중 발목에 부상을 입어 1~2주 이상 휴식을 취해야 한다는 진단을 받았다.[8] 부상에도 불구하고 투어에는 정상적으로 임하였으며 요코하마에서의 첫 공연에서 "여러분들의 응원 덕분에 80% 이상 회복했다"며 관객들을 안심시키기도 했으나 모 인터뷰를 통해 사실은 50% 정도 회복된 상태에서 투어에 임한 것이라고 밝힌 바 있다.
- 나고야에서의 1일 차인 4월 28일에는 공연 종료 후 스태프, 댄서들과 동방신기의 일본 데뷔 9주년을 축하하는 깜짝 파티를 열었다.

## 제작
- 동방신기 (유노윤호, 최강창민)
- 기획·제작 : 에이벡스 엔터테인먼트, SM 엔터테인먼트 재팬
- 협찬 : Joysound, 세븐&아이 넷미디어, 세븐일레븐
- 총감독 : SAM